# Bigos

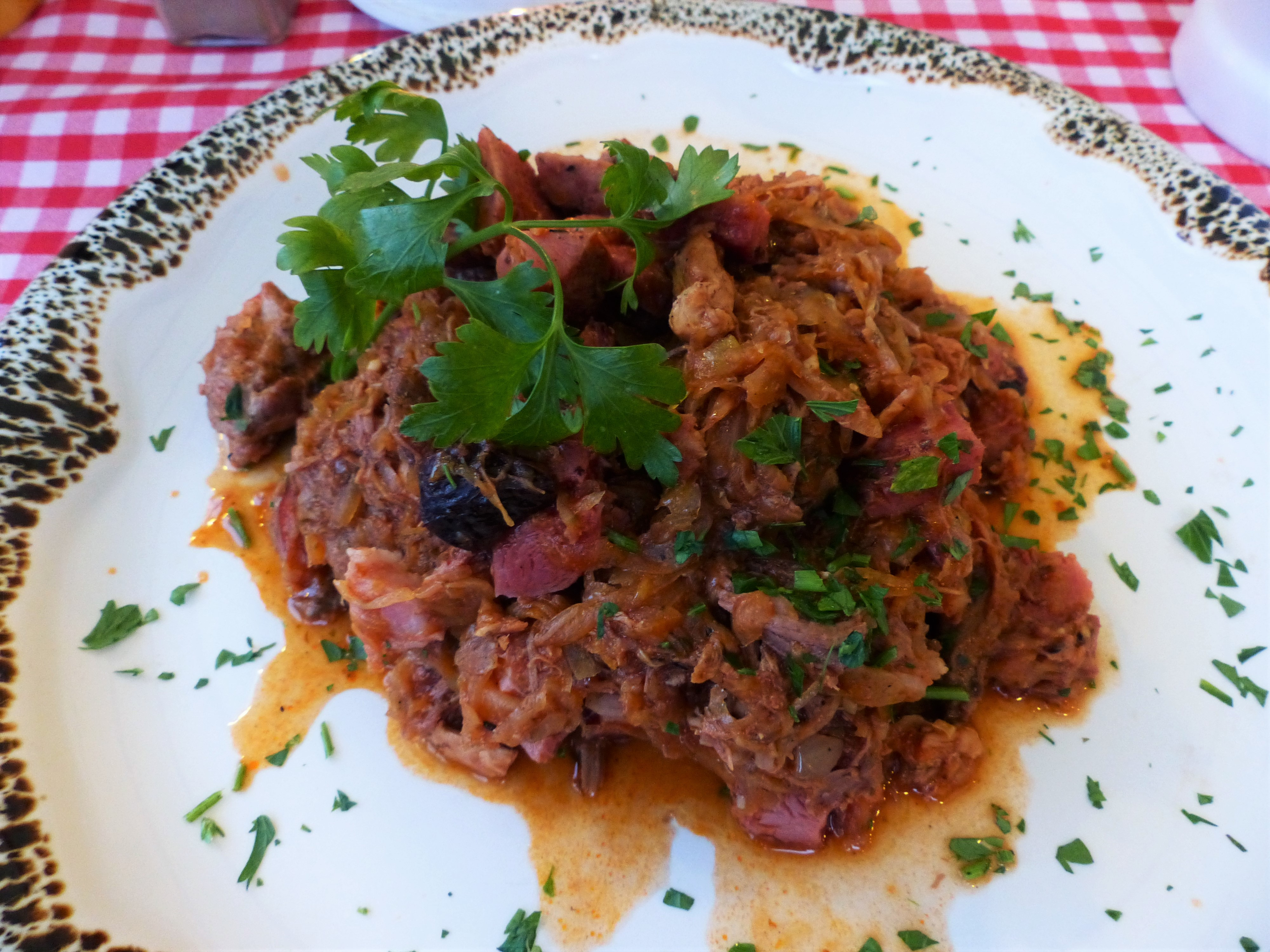
Bigos

Bigos [ˈbiɡɔs] ist ein Eintopf aus gedünstetem Sauerkraut mit verschiedenen Fleisch- und Wurstsorten sowie weiteren variierenden Zutaten. Als Inbegriff der klassischen polnischen Küche angesehen, gilt es vor allem in Polen als Nationalgericht, ist darüber hinaus aus historischen Gründen aber auch in Litauen (litauische Bezeichnung: Bigoss), Belarus (belarussisch Бігас Bigas) und der westlichen Ukraine (ukrainisch Бігос Bigos) fester Bestandteil der dortigen Küchen.

## Etymologie
Der Name des Gerichts geht wohl auf deutsch Beguss oder Beiguss zurück und begegnet im Polnischen seit dem 16. Jahrhundert, zunächst als Bezeichnung eines Gerichts aus zerhacktem Fleisch, das noch ohne das heute obligatorische Sauerkraut auskam. Er soll daher rühren, dass beim Kochen ständig Flüssigkeit hinzugefügt, also „beigegossen“ werden muss.
Einer anderen, von Andrzej Bańkowski vertretenen Hypothese zufolge leitet sich polnisch bigos vielmehr vom italienischen Wort bigutta her, was so viel wie Kessel oder Suppentopf bedeutet.

## Das Gericht

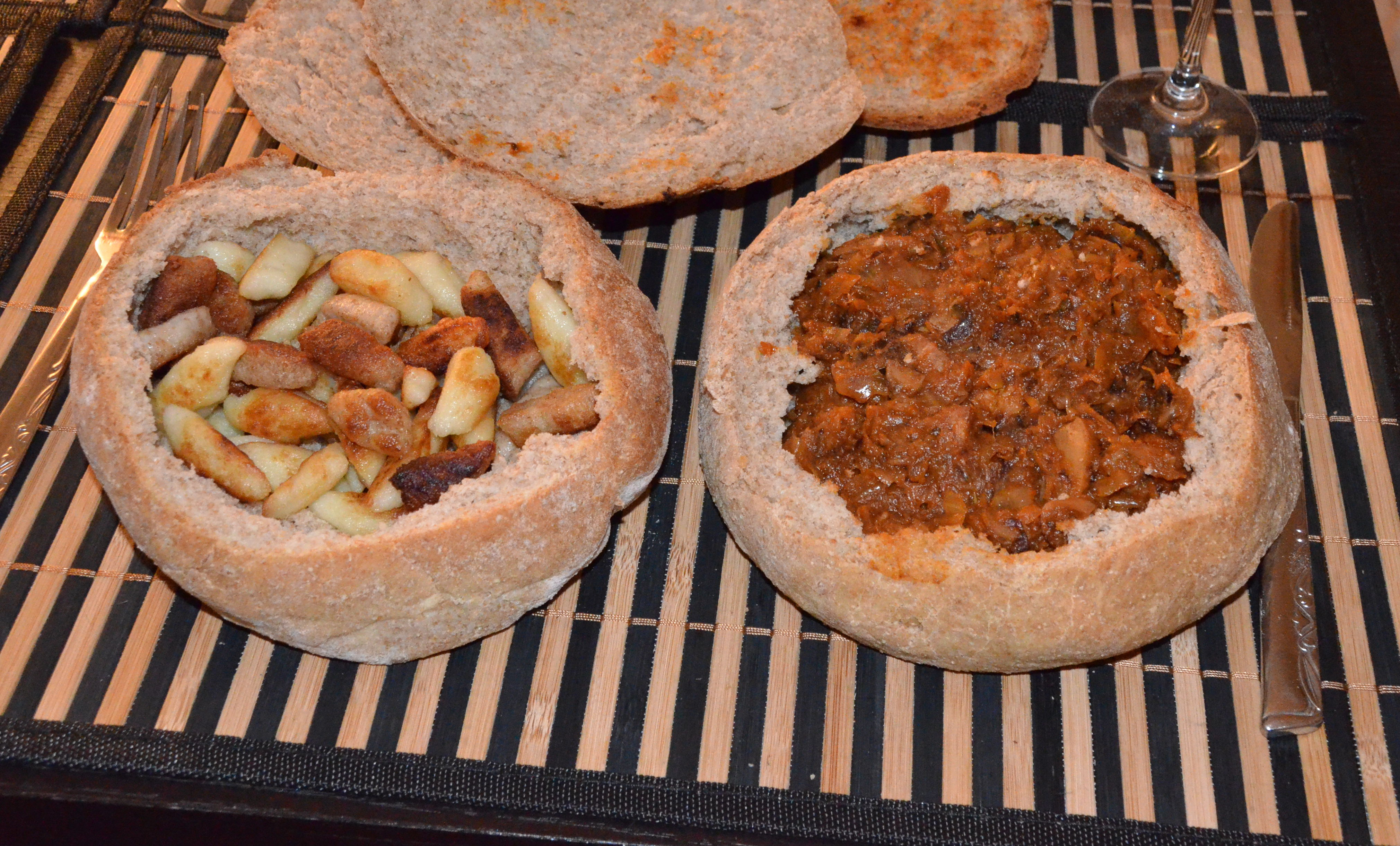
Traditioneller polnischer Bigos mit Kopytka als Beilage

Die Grundzutaten des Gerichts sind Sauerkraut, Weißkohl sowie – in unterschiedlichen Mengen – Schweinefleisch und/oder Rindfleisch und verschiedene Wurstsorten und Gewürze, die bei geringer Hitze gegart werden.  Durch das langsame Garen geben die stark fetthaltigen Fleisch- und Wurstzutaten ihr Fett an Kohl und Kraut ab. Je nach Region, Anlass und Vorlieben sowie Vorhandensein von Zutaten wird Bigos jedoch vielfach variiert, sodass es kein feststehendes Rezept gibt. Unter anderem werden Pilze, Trockenpflaumen, Tomaten oder Tomatenmark, Karotten, Zwiebeln, Speck, Wacholder, Lorbeer sowie Piment mitgegart. Es existieren außerdem scharfe Variationen mit Paprika und Saurer Sahne.  Zu Bigos wird je nach Region und Vorliebe Brot oder Kartoffeln gereicht. Heute kaum mehr anzutreffen, wurde früher auch heißes Wasser hinzugefügt und das Gericht als Suppe gegessen. 
Traditionell wird bei Bigos mehr Fleisch als Kraut in den Topf gegeben. Üblich ist es, Kraut, Speck und Fleisch im Verhältnis 1:1:1 zu verwenden. Die Mischung kann je nach Verfügbarkeit auch abweichen. Generell gilt, dass Bigos eine lange Zubereitungszeit braucht. Mehrfaches Erwärmen über zwei bis drei Tage verbessert den Geschmack nachhaltig. Der Aufwand der Zubereitung über mehrere Tage wird heute eher selten betrieben, ist aber entscheidend für den Geschmack. In Polen gehört Bigos meist zum Standardangebot von Restaurants der polnischen Küche oder polnischen Milchbars und wird zudem neben Wurstprodukten häufig von Imbissständen angeboten. Inzwischen ist es auch in einigen westeuropäischen Ländern auf größeren Jahrmärkten und Volksfesten anzutreffen.

## Geschichte
Auch wenn Historiker das Gericht für viel älter halten, wurde das Gericht erstmals im 15. Jahrhundert erwähnt. Von da an wurde es – vor allem wahrscheinlich wegen der langen Haltbarkeit – im ganzen Land Polen-Litauen beliebt. Dabei weiß man weder, woher genau dieses Gericht kommt, noch wurden – anders als bei anderen traditionellen polnischen Gerichten – Rezepte festgeschrieben. Durch die Größe des Landes, die multikulturelle Gesellschaft und die damit verbundenen unterschiedlichen Vorlieben entstanden viele Varianten. Die Teilung Polens Ende des 18. Jahrhunderts hat ebenfalls dazu beigetragen, dass sich kein einheitliches Rezept durchsetzen konnte.
Kein anderes Gericht fand sich in so vielen Gedichten wieder. So steht zum Beispiel im Pan Tadeusz: 

„W kociołkach bigos grzano. W słowach wydać trudno. Bigosu smak przedziwny, kolor i woń cudną: Słów tylko brzęk usłyszy i rymów porządek; Ale treści ich miejski nie pojmie żołądek.“

„Im Kessel wurde Bigos gekocht. Es ist schwer in Worte zu fassen. Der Geschmack so merkwürdig, die Farbe und der Geruch so wunderbar: Worte sind nur ein Summen und die Reime Zufall; aber den Inhalt wird nur der Magen verstehen.“